# Оптички инструменти
Оптички инструменти , направе које помоћу сочива, огледала, призми, оптичких филтера, користећи физичке особине видљиве свјетлости (видљиви дио електромагнетног спектра) –рефракцију и рефлексију, задовољавају најразличитије људске практичне потребе: увећање „простом“ оку невидљивих и слабо видљивих блиских као и далеких објеката, помоћ слабовидим - наочаре, прављење фотографија, пројекцију слика увећаних објеката, мјерења, игру-калеидоскоп...
Оптички инструменти: 
- Сочиво (оптика)
- Лупа
- Наочаре
- Оптички микроскоп
- Оптички телескоп
- Дурбин
- Двоглед
- Теодолит
- Оптиметар
- Калеидоскоп
- Перископ
- Камера опскура
- Фотографски апарат
- Пројектор